# Eye-Fi

Карта Eye-Fi

Eye-Fi — разновидность флеш-карт памяти SD со встроенными внутри карты аппаратными элементами поддержки технологии Wi-Fi.

## Особенности использования
Карты могут быть использованы в любом поддерживаемом цифровом фотоаппарате. Карта вставляется в соответствующее гнездо фотоаппарата, получая питание от фотоаппарата и при этом расширяя его функциональность. Карта также может использоваться в фотоаппаратах, оборудованных гнездом для CF-карт, через соответствующий SD-CF-переходник, однако работа карты через переходник производителем не поддерживается, не гарантируется и, по сообщениям многих пользователей, может сопровождаться снижением радиуса действия карты, повреждением файлов и ошибками при форматировании карты.
Фотоаппарат, оснащённый такой картой, может передавать отснятые фотоснимки или видеоролики на компьютер, в интернет на заранее запрограммированные ресурсы, которые осуществляют фото или видеохостинг подобного рода контента. Администрирование, доступ к настройкам и управление работой таких карт осуществляется по Wi-Fi с PC- или Mac-совместимого компьютера через браузер или программу Eye-Fi Center. Карта работает только через заранее прописанные Wi-Fi-сети, поддерживаются шифрование WEP и WPA2.

## Разновидности карт
Карты Eye-Fi устроены таким образом, что на аппаратном уровне они различаются только объёмом, а набор функций, связанных с работой в сетях Wi-Fi, определяется настройками внутреннего ПО (Firmware). В разное время было выпущено множество различных пакетов опций, часть из которых приведена ниже. На данный момент актуальными являются только три пакета:
- Connect X2 — Class 6, 4 Гб, JPEG;
- Mobile X2 — Class 6, 8 Гб, JPEG;
- PRO X2 — Class 6, 8 Гб, RAW/JPEG, работает с открытыми Wi-Fi-сетями, выполняет геолокационное позиционирование фотографий с помощью сервиса Skyhook.
- PRO X2 — Class 10, 16 Гб, RAW/JPEG, работает с открытыми Wi-Fi-сетями, выполняет геолокационное позиционирование фотографий.

На сайте производителя приведено более подробное сравнение выпускаемых моделей карт Eye-Fi.
С сентября 2011 года компания SanDisk начала выпуск карт Eye-Fi для продаж в регионе EMEA (Европа, Ближний Восток и Африка). Сейчас выпускается две модели: 4 Гб, JPEG и 8 Гб, JPEG. Их отличительной особенностью от оригинальных карт Eye-Fi является более низкая производительность (Class 4) и корпус карты памяти из красного пластика и только они официально были доступны в России (в отличие от оригинальных, которые по-прежнему позиционируются только для рынка США).
С сентября 2016 года была отключена онлайн поддержка программы-клиента, работавшей с этими картами, таким образом, пользователи лишились возможности полноценного пользования ими. Настроенные ранее карты продолжали функционировать, но возможности изменить какие-либо настройки (например выбрать другую Wi-Fi сеть) теперь нет. На данный момент какого-либо смысла покупать старые модели карт нет из-за отсутствия возможности использования Wi-Fi модуля.
Карты памяти со встроенными Wi-Fi модулями, но по другой технологии, выпускают также компании Toshiba и Transcend.
Варианты карт Eye-Fi, выпускавшиеся в разное время.
- Eye-Fi Explore Video — эта карта автоматически ищет рядом с устройством открытые wi-fi сети и делает геолокационное определение фотографий с помощью сервиса Skyhook.
- Eye-Fi Geo.
- Eye-Fi Home — этот тип карты предназначен для тех, кто делает и переписывает много снимков на свой компьютер, но не испытывает необходимости загружать их в сеть. Карта передаёт фотографии только на ваш жесткий диск, при этом не нужны никакие кабели, кардридеры, доки и др. устройства.
- Eye-Fi Home Video.
- Eye-Fi Pro.
- Eye-Fi Share — карта позволяет автоматически загружать фотографии прямо на любимый фотохостинговый сервис с помощью Wi-Fi.
- Eye-Fi Share Video.

## Технические характеристики
- Ёмкость карты: 4, 8, 16 или 32 гигабайта
- Поддерживаемые стандарты Wi-Fi: 802.11b, 802.11g и 802.11n
- Шифрование передаваемых данных Wi-Fi: статический WEP 64/128, WPA-PSK, WPA2-PSK
- Размеры карты: SD стандарт — 32 х 24×2,1 мм
- Вес карты: 2,835 г

## Совместимость с онлайн-ресурсами
Технологию Eye-Fi поддерживают следующие программы и онлайн-фото-видео-ресурсы:
- Adobe Photoshop Express
- Costco Photo Center
- dotPhoto
- Evernote
- Facebook
- Flickr
- Fotki[англ.]
- Gallery 2
- Kodak EasyShare Gallery[англ.]
- MobileMe
- Phanfare[англ.]
- Photobucket
- Picasa Web Albums
- RitzPix
- Sharpcast
- Shutterfly[англ.]
- SmugMug[англ.]
- Snapfish[англ.]
- TypePad[англ.]
- Vox[англ.]
- Walmart
- Webshots[англ.]
- Windows Live
- YouTube
- Zenfolio

## Программное обеспечение
- Eye-Fi предлагает одноимённую программу для iPhone.[2] Эта программа бесплатна и доступна только через магазин App Store супермаркета iTunes Store для жителей США, Канады и Японии.[3]
- Для устройств под управлением Android также существует оригинальное программное обеспечение Eye-Fi, доступное в Google Play. Помимо оригинального ПО, есть много сторонних программ[4], позволяющих не только работать с устройствами Eye-Fi, но даже эмулировать работу самого устройства Eye-Fi.[5].

Для настольных ОС существует специальное ПО Eye-Fi Center, поддерживающее только:
- Mac OS X (версий 10.5 и выше) и
- ОС семейства Microsoft Windows:
  - Windows 7;
  - Windows Vista;
  - Windows XP (начиная с SP3).